# Oratorio della Scala Santa

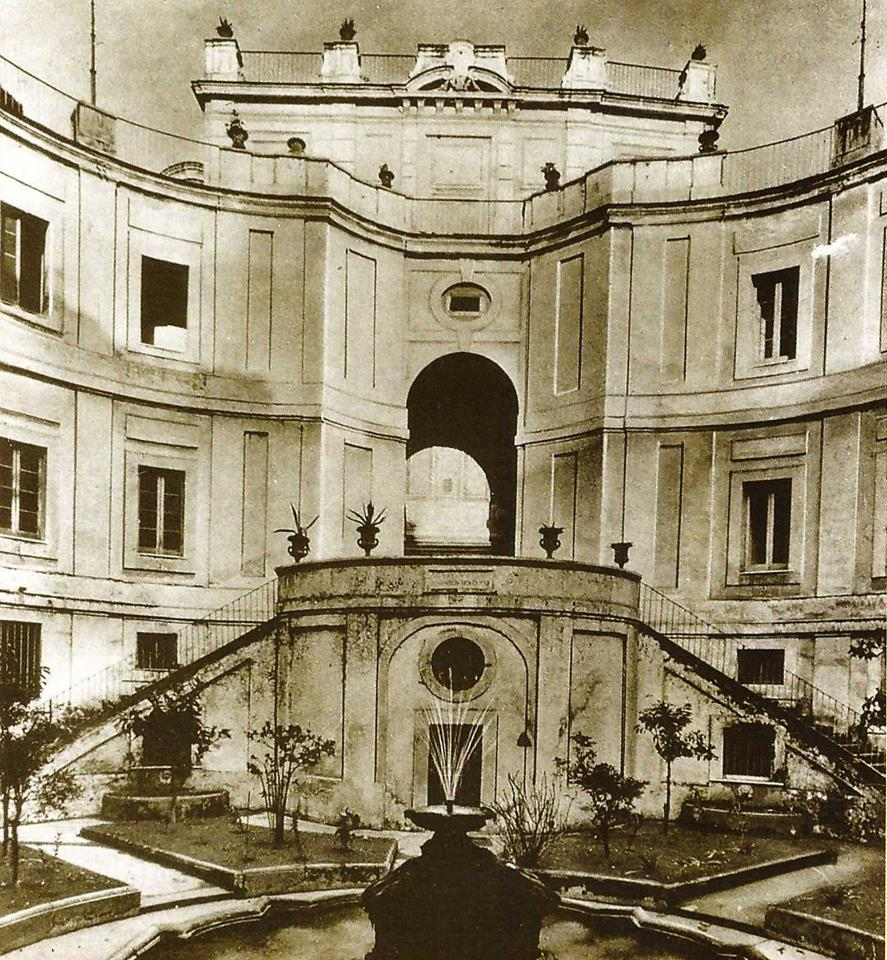
L'Oratorio in una foto nella prima metà del XX secolo

L'oratorio della Scala Santa è una chiesa di Napoli; è situato nel cuore del centro storico, nel cortile inferiore del complesso dei Santi Marcellino e Festo.

## Storia e descrizione
La struttura monumentale, del 1772, è una pregevole opera di Luigi Vanvitelli, come è ben leggibile da un'antica epigrafe posta sulla facciata della struttura. La chiesa è una delle ultime opere dell'artista; è caratterizzata da un bell'interno con decorazioni vanvitelliane. Altro elemento di spicco è la scenografica facciata che è caratterizzata da due rampe di scale che partono dal cortile inferiore, questo, costruito proprio come via d'accesso all'oratorio.